# Rubus orthostachyoides
Rubus orthostachyoides är en rosväxtart som beskrevs av Heinrich E. Weber. Rubus orthostachyoides ingår i släktet rubusar, och familjen rosväxter. Inga underarter finns listade i Catalogue of Life.